# Nachi (cruzador)
O Nachi (那智) foi um cruzador pesado operado pela Marinha Imperial Japonesa e a segunda embarcação da Classe Myōkō, depois do Myōkō e seguido pelo Haguro e Ashigara. Sua construção começou em novembro de 1924 no Arsenal Naval de Kure e foi lançado ao mar em junho de 1927, sendo comissionado na frota japonesa em novembro de 1928. Era armado com uma bateria principal de dez canhões de 203 milímetros em cinco torres de artilharia duplas, tinha um deslocamento de quase quinze mil toneladas e conseguia alcançar uma velocidade máxima de 35 nós.
O Nachi teve uma carreira sem incidentes durante seus primeiros anos de serviço. Ele foi designado para servir no Distrito Naval de Sasebo junto com seus três irmãos, formando a 4ª Divisão da 3ª Frota. Suas atividades na década de 1930 consistiram principalmente de exercícios e treinamentos de rotina. Ele passou por reformas a partir de 1936 em que seu armamento secundário foi aprimorado, dentre outras mudanças. Depois de voltar ao serviço, o cruzador voltou para sua rotina normal de treinamentos e ajudou a transportar tropas para a Segunda Guerra Sino-Japonesa.
Na Segunda Guerra Mundial, ele participou da invasão das Filipinas em dezembro de 1941 e no ano seguinte esteve presente nas batalhas do Mar de Java, Mar de Coral e Midway, além de em várias operações na Campanha de Guadalcanal. Ele passou a maior parte de 1943 e 1944 navegando entre bases, mas participou em outubro da Batalha do Golfo de Leyte, quando foi danificado e recuou para a Baía de Manila. No local, foi alvo de dois ataques aéreos norte-americanos, sendo afundado durante o segundo depois de ser atingido por várias bombas e torpedos.